# Johan Georg II av Anhalt-Dessau
Johan Georg II av Anhalt-Dessau, född 1627, död 1693, var regerande furste över Anhalt-Dessau 1660–1693.

## Biografi
Johan Georg II var son till Johan Kasimir av Anhalt-Dessau.
Johan Georg trädde 1655 i svensk tjänst som kavalleriöverste och deltog i Krigen i Polen och Danmark. 1658 övergick han i Brandenburgs tjänst, där han genast blev general vid kavalleriet och ståthållare i Kurmark, som han 1674 försvarade mot svenskarna. Från 1660 var han regerande furste över Anhalt-Dessau, och utvidgade furstendömets gränser, men kvarstod ändå i Brandenburgs tjänst.
Från 1659 var han gift med Henrietta Katarina av Nassau, dotter till Fredrik Henrik av Oranien. Johan Georg efterträddes som furste av sin son Leopold I av Anhalt-Dessau.